# 黄晋发
黃晉發（發音：[hwïŋ̟˨˩ tən˧˦ faːt̚˧˦]；1913年2月15日—1989年9月30日），越南共产党人。

## 生平
黄晋发是美湫省平大縣（今屬檳椥省）人。青年時投身抵抗法國殖民統治的反抗運動，後來二戰時又參加對抗日本侵略的戰爭。二戰結束後為對抗親西方的南越政府，创建了越南南方民主黨，任总书记。1960年12月20日与其他党派、人民团体组成越南南方民族解放阵线，当选中央委员会主席团副主席兼秘书长，进行顛覆南越政府的武裝行動。
1969年，越南南方共和国临时革命政府成立，黄晋发任政府主席（总理）。1975年4月30日，黄晋发领导临时政府擊敗南越政府。1976年7月，越南统一后，黄晋发进入越南中央政府工作，担任副总理（1981年7月改称部长会议副主席）。1979年2月兼任国家基本建设委员会主任。1982年6月改任国务委员会副主席（国家副主席）。1983年5月兼任越南祖国阵线中央主席。

## 逝世
1989年，黄晋发去世，享年76岁。